# Westliche Dümmerniederung
Die Westliche Dümmerniederung ist ein Naturschutzgebiet in der niedersächsischen Stadt Damme und der Gemeinde Steinfeld im Landkreis Vechta und der Samtgemeinde Altes Amt Lemförde im Landkreis Diepholz.
Das Naturschutzgebiet mit dem Kennzeichen NSG WE 262 ist circa 996 Hektar groß. Davon entfallen rund 993 Hektar auf den Landkreis Vechta und knapp 3 Hektar auf den Landkreis Diepholz. Das Naturschutzgebiet ist Bestandteil des EU-Vogelschutzgebietes „Dümmer“. Ein kleiner Teil ist ferner Bestandteil des FFH-Gebietes „Dümmer“.
Das Gebiet steht seit dem 22. März 1952 unter Naturschutz. Mit der aktuellen Verordnung vom 14. Dezember 2007 wurde ein circa 125 Hektar großer Teilbereich des Naturschutzgebietes „Dümmer“, das sich mit dem Naturschutzgebiet „Westliche Dümmerniederung“ überlappte, gelöscht. Der Bereich bleibt Bestandteil des Naturschutzgebietes „Westliche Dümmerniederung“. Zum 1. Januar 2023 wurde der rund 436 Hektar große und im Landkreis Osnabrück liegende Teil des Naturschutzgebietes aus dem Geltungsbereich der Naturschutzverordnung herausgelöst und als Naturschutzgebiet „Westliche Dümmerniederung im Landkreis Osnabrück“ ausgewiesen.
Das Naturschutzgebiet grenzt im Osten an das Naturschutzgebiet „Huntebruch und Huntebruchwiesen“ und Teile des Naturschutzgebietes „Dümmer, Hohe Sieben und Ochsenmoor“, im mittleren Teil nach Westen an das Landschaftsschutzgebiet „Dümmer“ und im Südwesten an das Naturschutzgebiet „Westliche Dümmerniederung im Landkreis Osnabrück“. Durch die vier Naturschutzgebiete ist ein großer Teil der Dümmerniederung naturschutzrechtlich geschützt. Zuständige untere Naturschutzbehörden sind die Landkreise Vechta und Diepholz.
Das Naturschutzgebiet liegt westlich von Hunte und Dümmer in der Dümmerniederung. Es ist geprägt von Niedermooren mit als Weiden und Mähweiden genutztem Grünland, Feucht- und Nasswiesen, Hochstaudenfluren, Großseggenriedern, Röhrichten und vereinzelten Bruchwäldern im Bereich des Osterfeiner Moores im Norden des Schutzgebietes.